# Vitskivlav
Vitskivlav (Diplotomma alboatrum) är en lavart som först beskrevs av Franz Georg Hoffmann, och fick sitt nu gällande namn av Flot. Vitskivlav ingår i släktet Diplotomma och familjen Physciaceae.  Arten är reproducerande i Sverige. Inga underarter finns listade i Catalogue of Life.